# Erika Hansson
Anna Erika Hansson, švedska alpska smučarka, * 2. julij 1973, Hedemora, Švedska.
Nastopila je na Olimpijskih igrah 1994, kjer je bila najboljša enajsta v kombinaciji. V treh nastopih na svetovnih prvenstvih je najboljšo uvrstitev dosegla leta 1993 s petim mestom v isti disciplini. V svetovnem pokalu je tekmovala devet sezon med letoma 1992 in 1999 ter dosegla eno uvrstitev na stopničke v veleslalomu. V skupnem seštevku svetovnega pokala je bila najvišje na 24. mestu leta 1996, ko je bila tudi sedma v veleslalomskem seštevku, leta 1994 pa je bila šesta v kombinacijskem seštevku.
Njen brat Martin Hansson je bil prav tako alpski smučar.